# Bahía Tukakas
Bahía Tukakas är en lagun i Colombia.   Den ligger i departementet La Guajira, i den norra delen av landet, 900 km norr om huvudstaden Bogotá. Bahía Tukakas ligger 2 meter över havet.